# Nationales Museum für Meeresbiologie und Aquarium

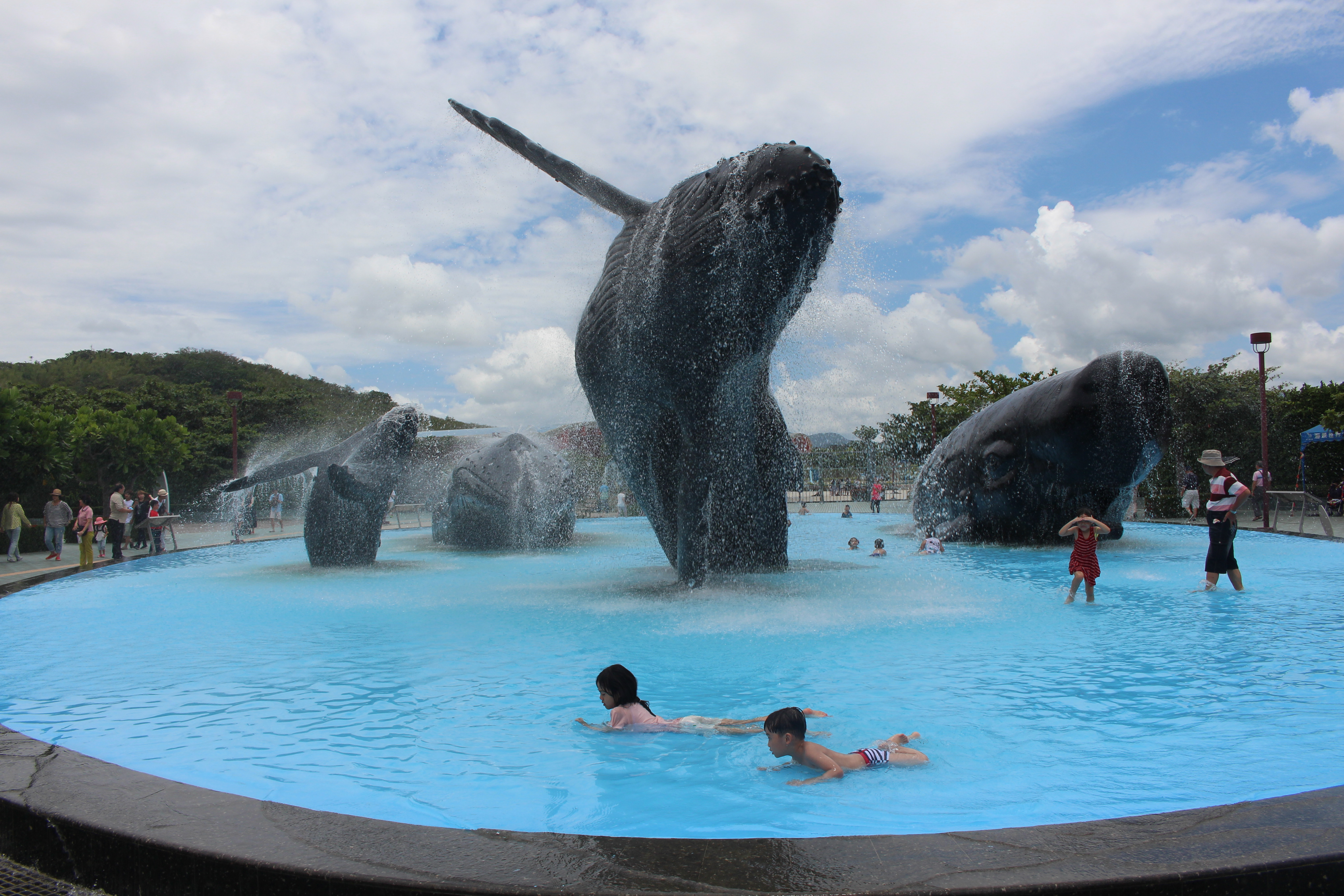
Planschbecken mit Walskulpturen im Eingangsbereich

Das Nationale Museum für Meeresbiologie und Aquarium (chinesisch 國立海洋生物博物館 (Guólì Hǎiyáng Shēngwù Bówùguǎn), kurz: 海生館 (Hǎishēng Guǎn), englisch National Museum of Marine Biology and Aquarium) befindet sich in der Gemeinde Checheng des Landkreises Pingtung in Taiwan. Es liegt nahe der Küste der Taiwanstraße in der nordwestlichen Ecke des Kenting-Nationalparks. Die Einrichtung umfasst ein Museum und ein Aquarium mit dem Themenschwerpunkt Meerestiere.

## Beschreibung
Nach einer neunjährigen Planungs- und Bauzeit wurde das Museum am 25. Februar 2000 eröffnet. Es erstreckt sich über eine Fläche von 96,81 Hektar. Die Hauptbereiche sind:

### Das Korallenreich

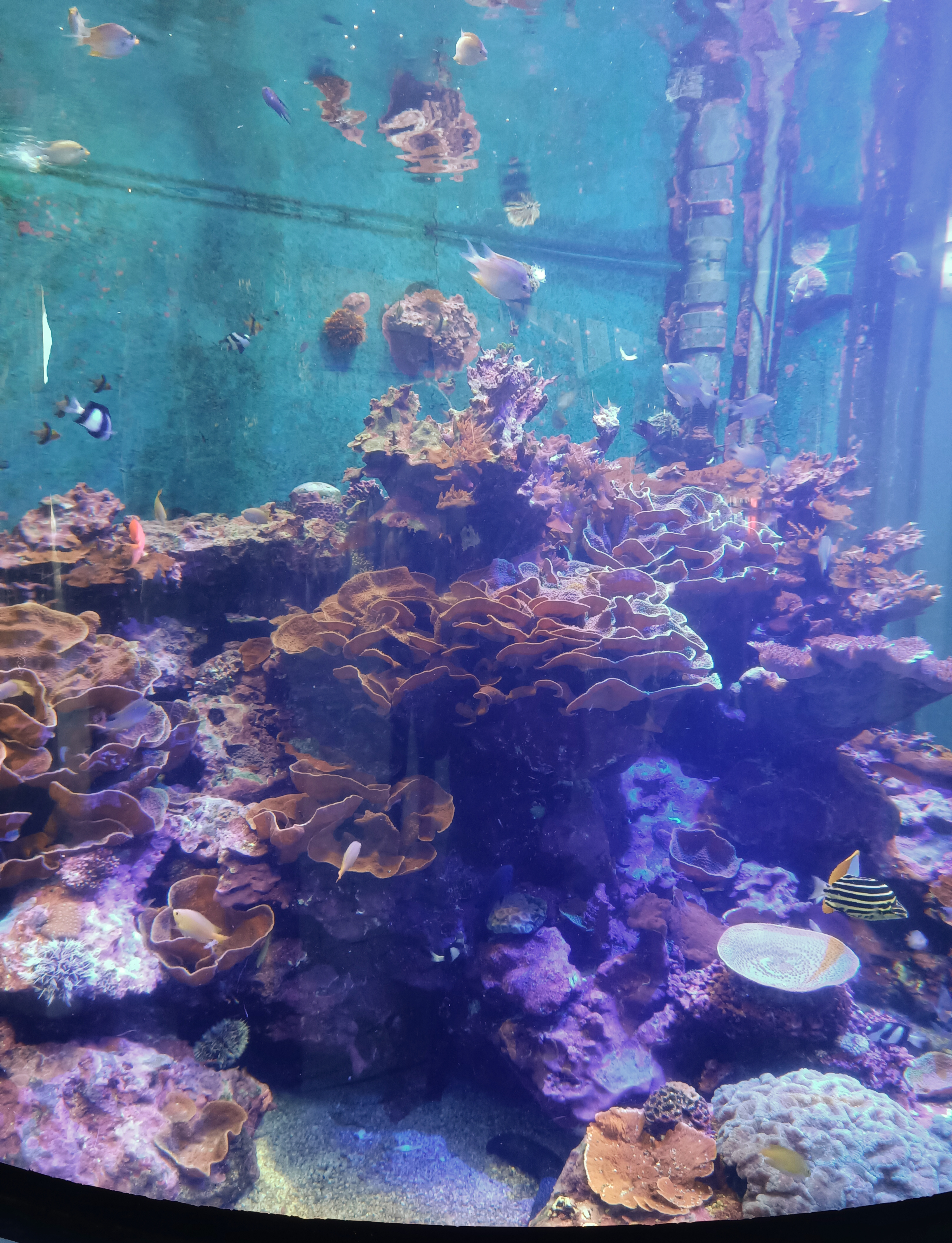
Becken im Korallenreich

Das Korallenreich (珊瑚王國) ist ein wie ein Korallenriff gestaltetes Becken, das verschiedene Lebensräume zeigt – von flachen Küstengewässern bis hin zu Tiefseezonen. Dabei werden unterschiedliche Umweltbedingungen wie Meerestiefe, Druck, Bodenrelief und Lichtverhältnisse berücksichtigt. Eine besondere Attraktion dieser Halle ist ein etwa 81 Meter langer Unterwassertunnel, der bei seiner Eröffnung als längster Unterwassertunnel Asiens galt. Im Becken sind zahlreiche Meeresbewohner zu sehen, darunter Schwarzspitzen-Riffhaie, Kugelfische, Rotfeuerfische, Korallenwelse, Muränen, Kuhnasenrochen, Nasen, Falterfische und Ohrfleck-Röhrenaale. Auch Weißwale (Belugas) sind in einem gesonderten Ausstellungsbereich mit integriertem Tunnel untergebracht.

### Die Wasserwelt Taiwans

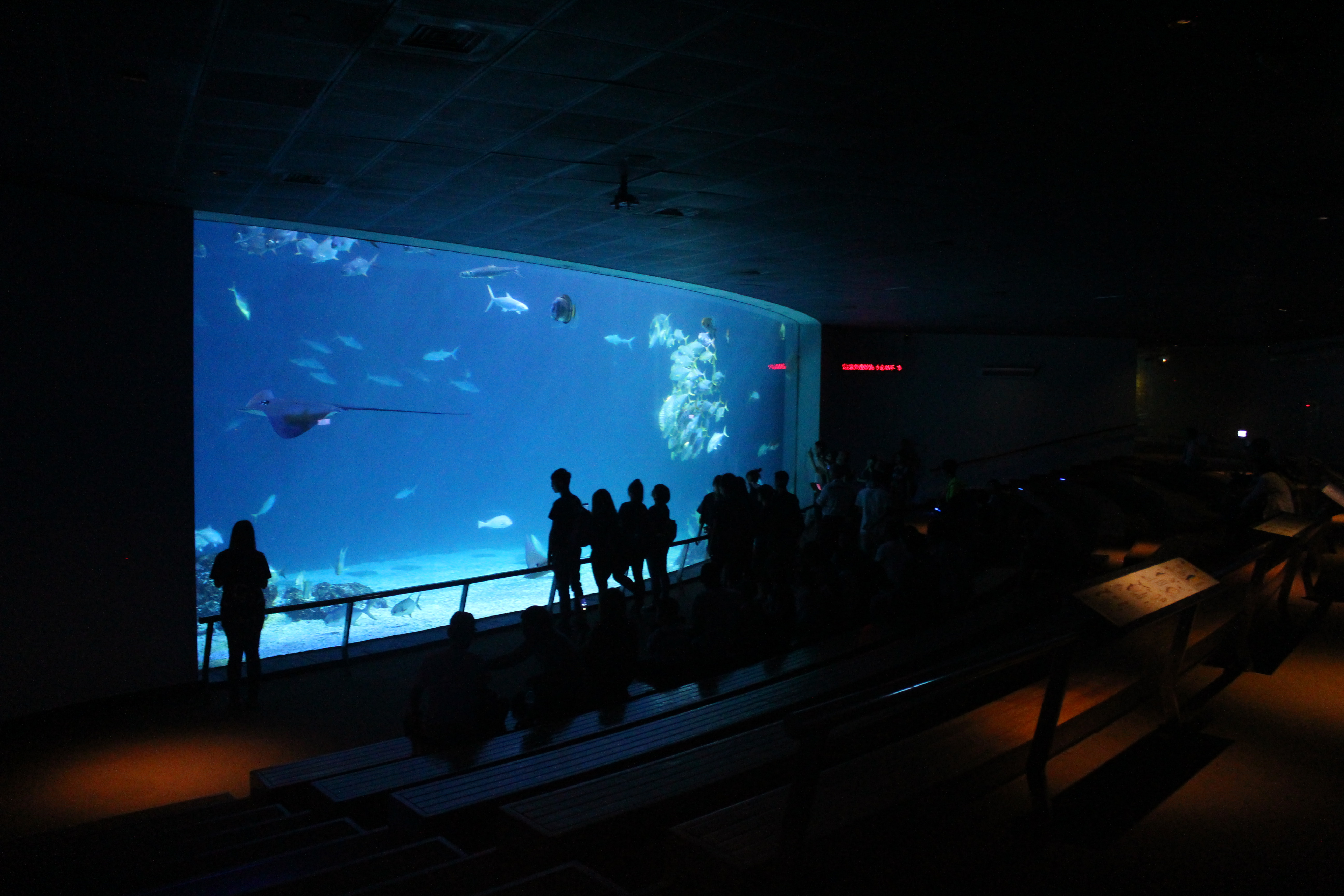
Das Ozeanbecken

Die Halle Wasserwelt Taiwans (台灣水域) widmet sich den Wasserökosystemen Taiwans. Themen sind Gebirgsbäche, Flüsse, Stauseen, Mangroven, Gezeitenzonen und die Gewässer der Hengchun-Halbinsel inklusive der Korallenriffe in der Bucht von Nanwan. Eine zentrale Attraktion ist das Ozeanbecken, in dem unter anderem Walhaie und Riesenmantas gehalten werden, die durch ein 16,5 Meter breites und 4,85 Meter hohes Acrylfenster beobachtet werden können.

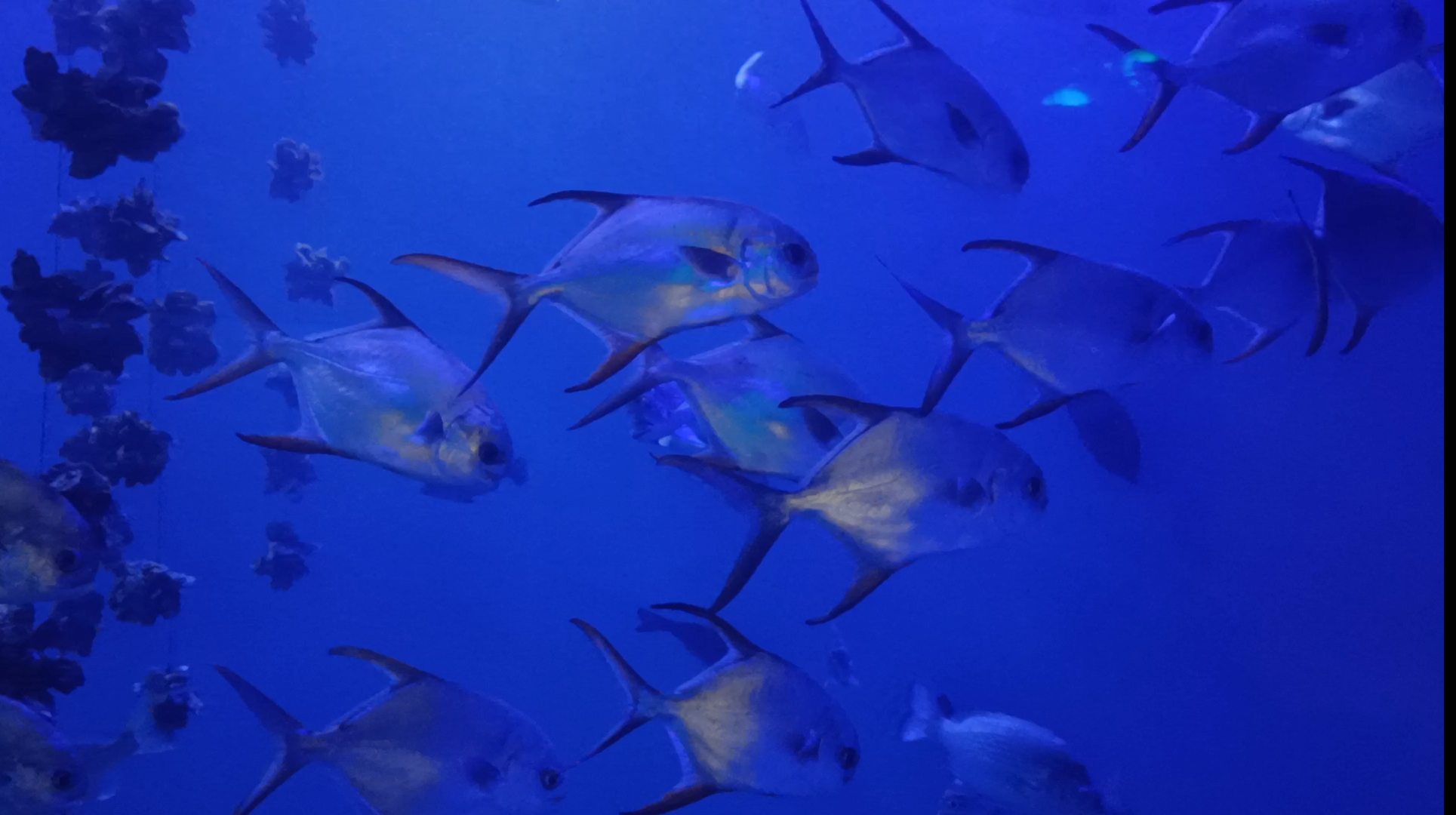
Im Austernbecken

Ein halboffenes Mangroven-Schlickbecken zeigt typische Bewohner wie Winkerkrabben, Schlammspringer und Mangrovengewächse. Ein weiteres Schaubecken simuliert die Austernzucht an Taiwans Westküste – zu sehen sind Austern, die traubenförmig im Wasser hängen, sowie häufig dort vorkommende Fischarten.

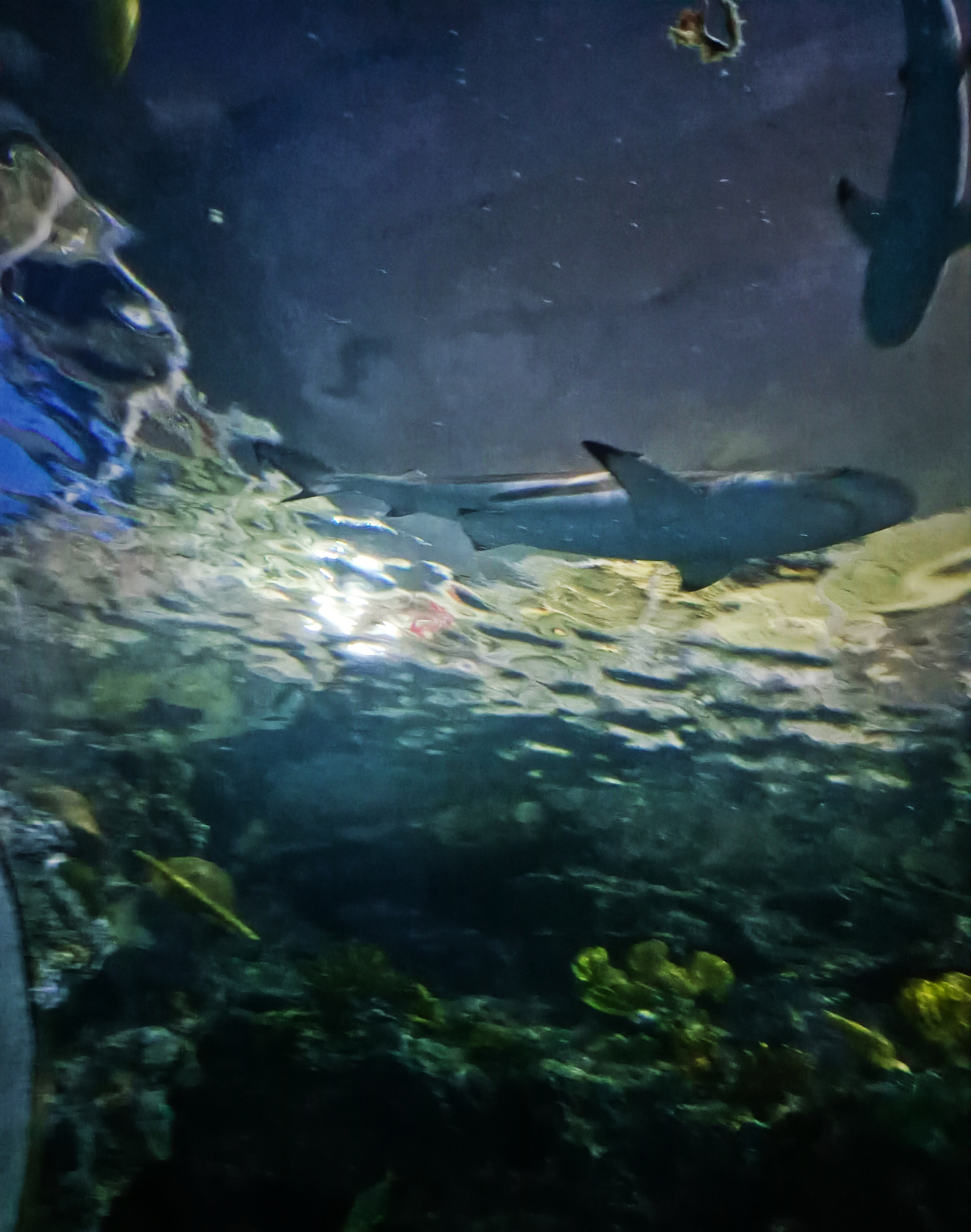
Korallenriff-Schlucht-Becken

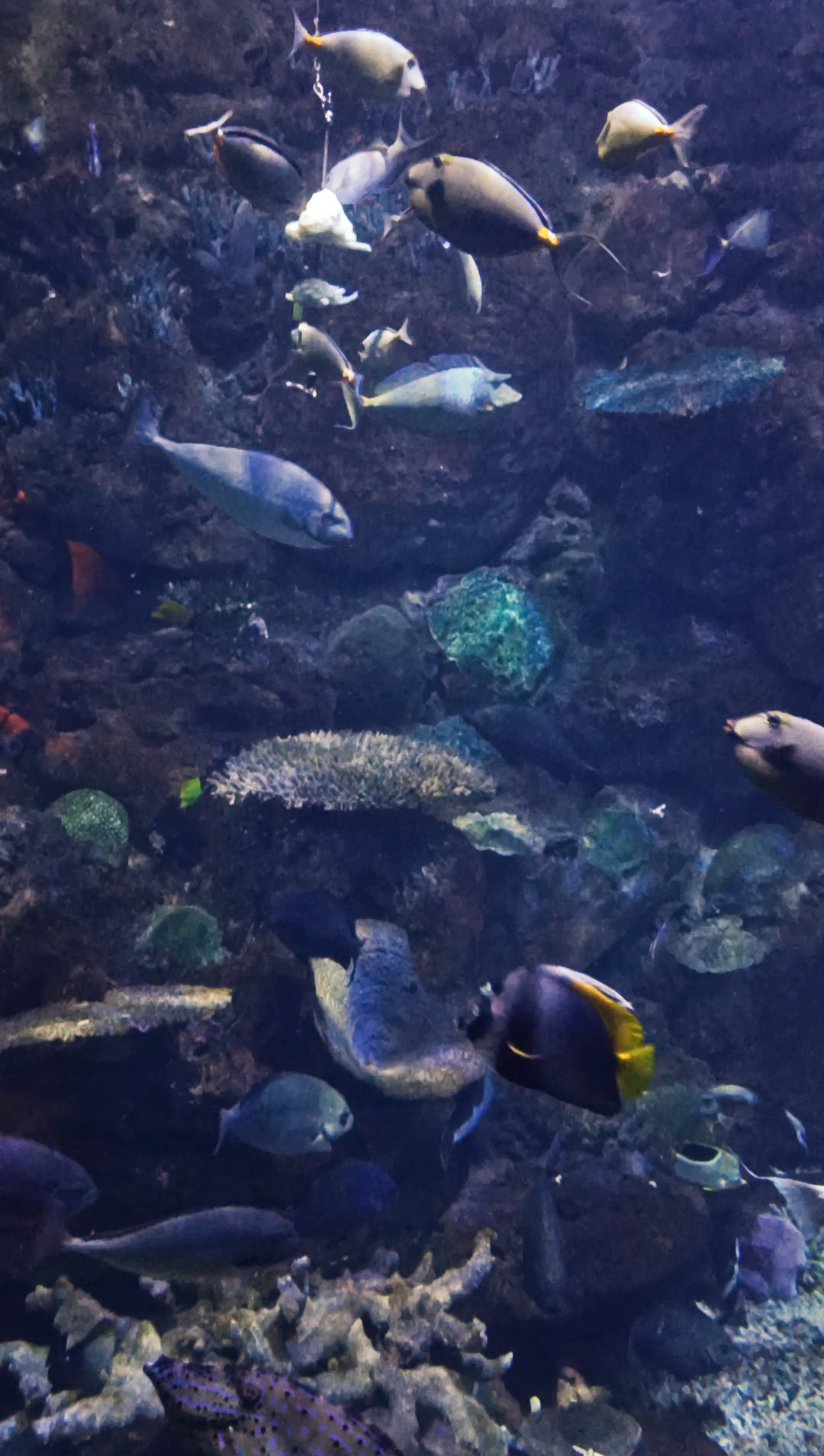
Das Nanwan-Korallenriff-Becken

Ein großes Becken mit einer automatischen Wellensimulation stellt die Gezeitenzone nach. Zu sehen sind unter anderem Falterfische und Riffbarsche. An der Seitenwand befinden sich kleinere Aquarien mit typischen Bewohnern des Riff-Gezeitenbereichs:
Falsche Clownfische, Guppys, Seepferdchen, Seenadeln, Seeanemonen, Seesternen, Seeigeln, Oktopussen, Putzergarnelen und Pistolenkrebsen. In der Nähe befindet sich ein Streichelbecken, an dem Besucher Tiere der Gezeitenzone berühren können.
Drei weitere Becken der Wasserwelt Taiwans sind das Korallenriff-Schlucht-Becken mit begehbarem Tunnel, in dem u. a. Schwarzspitzen-Riffhaie zu sehen sind, das Nanwan-Korallenriff-Becken, das häufige Fischarten der Region Nanwan (Hengchun) zeigt, und das Weichkorallen-Becken mit Weichkorallen und Seeanemonen.

### Die Weltmeere
Der Bereich der Weltmeere gliedert sich in die Abteilungen „Kelpwald“, „Urzeitliche Ozeane“, „Tiefsee“ und „Polare Meere“. Bis auf den Kelpwald, der klassisch mit einem Großaquarium präsentiert wird, wird in den anderen Abteilungen weitgehend virtuelle Realität zur Darstellung benutzt.
In der Kelpwald-Abteilung zeigt ein zehn Meter hohes Aquarium Kelpwälder des Nordpazifiks, insbesondere Riesentang aus dem Küstengebiet Kaliforniens. In diesem Becken schwimmen unter anderem Muränen, Stachelköpfe und Garibaldifische. Besucher können das Aquarium über eine spiralförmige Rampe von unten bis zur Oberfläche umrunden und auf der zweiten Etage Hundsrobben beobachten.
In der Abteilung „Urzeitliche Ozeane“ werden die Besucher durch die Evolution des Lebens im Meer von den ersten Lebensformen bis zu den heutigen Meeressäugern geleitet. Mithilfe von 3D-Visualisierungen und VR-Szenen werden ausgestorbene Meeresbewohner wie Anomalocaris, Seeskorpione oder Ichthyosaurier gezeigt. Am Ende des Rundgangs befinden sich lebende Fossilien wie der Pfeilschwanzkrebs, Knochenhechte, Flösselhechte sowie Modelle des Nautilus und des Quastenflossers.
Die Besichtigung der Tiefsee-Abteilung erfolgt in einem simulierten Tauchboot, aus dem die Besucher durch eine Glaskuppel die „Außenwelt“ beobachten können. Der „Tauchgang“ verläuft durch vier Zonen: Meeresoberfläche, Korallenriff, mittlere Tiefseezone und Tiefseeboden. Durch virtuelle Realität und Projektionen werden zahlreiche Tiefseebewohner präsentiert, wie etwa die Stomiidae, ein Riesenkalmar oder Plankton.
In der Abteilung zu Polarmeeren wird die Natur der Arktis und Antarktis mit interaktiven Medieninstallationen dargestellt. Zu sehen sind Nachbildungen der natürlichen Lebensräume von Eisbären, Robben und Pinguinen. Als lebende Tiere werden verschiedene Pinguinarten gezeigt, etwa der Eselspinguin, der Zügelpinguin, der Adeliepinguin, der Goldschopfpinguin oder der Haubenpinguin.

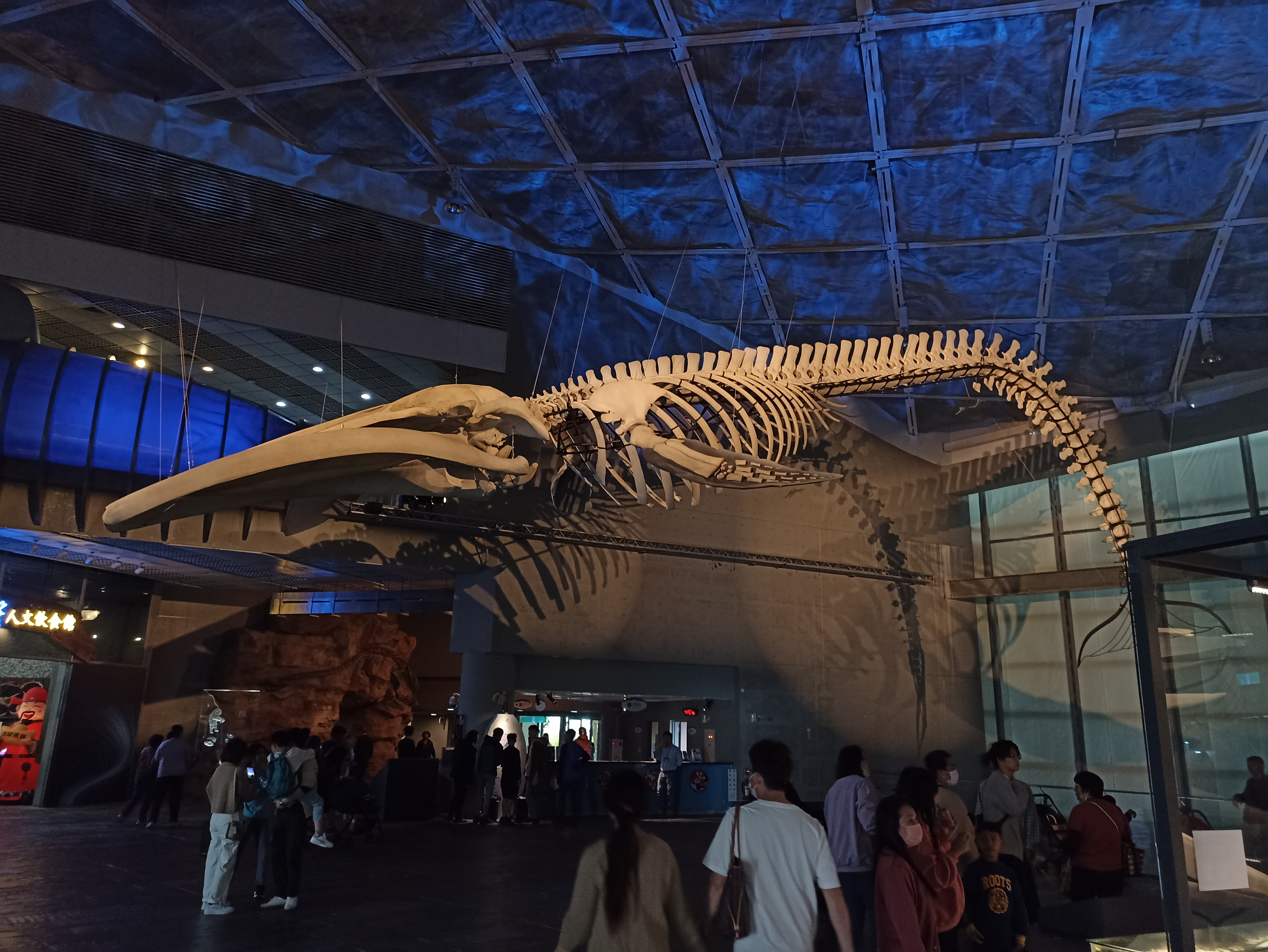
Das Blauwal-Skelett

Im Foyer der Halle der Weltmeere ist das Skelett eines Blauwals ausgestellt, der im Januar 2020 an der Ostküste Taiwans strandete.

## Auszeichnungen und Kooperationen
Das Museum wurde 2001 mit dem Grand Award for Engineering Excellence des American Council of Engineering Companies (ACEC) ausgezeichnet. Seit 2004 unterhält das Museum eine Partnerschaft mit der Fakultät für Meereswissenschaften der Dong-Hwa-Nationaluniversität im Landkreis Hualien.

## Verkehr und Öffnungszeiten
Das Museum liegt an der Pingtung-Landstraße 153 (屏153線), die Adresse lautet 屏東縣車城鄉後灣路2號 (No.2 Houwan Road, Checheng Township, Pingtung County). Man kann es mit dem Kenting-Express-Bus (墾丁快線), der zwischen dem Bahnhof Xinzuoying (Kaohsiung) und dem Kenting-Nationalpark verkehrt, erreichen. Vom südlichen Kenting-Nationalpark oder Hengchun-Zentrum aus startende Besucher können die orange Buslinie 101 (101墾丁街車橘線) nehmen.
Das Museum ist zwischen September und Juni täglich von 9:00 Uhr bis 17:30 Uhr geöffnet. Im Juli und August liegen die Öffnungszeiten werktags von 9:00 Uhr bis 18:00 Uhr und samstags und sonntags von 8:00 Uhr bis 18:00. Zu beachten ist, dass der Einlass jeweils eine Stunde vor der Schließung endet.